# Sonate pour piano no 4 de Tippett
Pour un article plus général, voir Sonate pour piano.
Pour les articles homonymes, voir Sonate pour piano (homonymie).
La Sonate pour piano no 4 est la dernière et la plus vaste sonate pour piano de Michael Tippett. Composée en 1984, elle est en cinq mouvements dans une structure globale concentrique. Elle a été écrite dix ans après sa précédente sonate pour piano.

## Structure
L'œuvre comporte cinq mouvement et la durée d'exécution demande environ un peu plus d'une demi-heure. Elle a été conçue initialement comme une suite de cinq bagatelles.
1. Medium slow
2. Medium fast
3. Slow
4. Fast
5. Slow